# موشک مارچ
موشک مارچ (به لاتین: Mushuk March) یک منطقهٔ مسکونی در افغانستان است که در ولسوالی خواهان واقع شده‌است.